# María del Monte
María del Monte Tejado Algaba (Sevilla, 26 de abril de 1962), conocida artísticamente como María del Monte, es una cantante española de sevillanas y de canción española, así como presentadora de radio y televisión.

## Biografía
Hija de Bibiana Algaba Barragán (1925-2021) y de Antonio Tejado Vargas (1923-2005), es la cuarta de cinco hermanos, y la única mujer: Jesús, Antonio (1955-2020), Juan Carlos (1958-2021), María del Monte y Javier. Sobrina en segundo grado de Rafael del Estad.
Tras ganar el concurso televisivo Gente joven, cuya final se celebró en Ceuta en 1982, editó su primer disco, Te amaré como tú en 1985. El segundo, titulado Cántame sevillanas se convirtió en poco tiempo en un éxito. Consiguió 13 discos de platino por su disco Cántame sevillanas, cuatro más por Besaba la luna y dos por Al alba y uno por Acompáñame, haciendo un total de 20 discos de platino, su tema más popular fue Cántame, este tema que habla sobre el camino hacia El Rocío hizo que empezara a ser popular en España, especialmente enmarcada dentro del llamado Boom de las Sevillanas.
Con el paso del tiempo, adquirió el sobrenombre de Reina de las Sevillanas por uno de sus discos con ese nombre.

### Actividad en radio y televisión
Además de su actividad artística como cantante de sevillanas y en el mundo de la canción española, boleros y rancheras, María del Monte es presentadora de programas en radio y televisión. En la temporada, 1993-1994, presentó Vamos juntos de Canal Sur Radio. En 1996 pasa a ser presentadora en televisión debutando en Antena 3 con el espacio semanal Al compás de la copla y continuó en la misma cadena con el programa Quédate con la copla (1996-1997). Ha colaborado en los programas Los debates de Hermida, en Antena 3 (2000), y en El club de Flo (2006), en La Sexta. En La 1 de TVE presentó La canción de mi querer, Esa copla me suena (1998) y Especial Feria de Abril. 
Presentó la gala de Nochevieja 2000 y una Noche junto a Manolo Sarriá, Chiquito de la Calzada, Miguel Caiceo, Jesús Hermida, Carmen Janeiro, Víctor Puerto, Fernando Romay, Arturo Fernández y Cristina Almeida. 
En 2000 ficha por Canal Sur Televisión y presenta Cántame (2000), Contigo (hasta la temporada 2002), Galas de Verano y Nochebuena andaluza (2003). En 2004, presenta el especial de Nochebuena andaluza de Canal Sur. En 2005, trabaja para FORTA, con el programa Shalakabula. En 2005, también participó en el programa concurso de baile de La 1 ¡Mira quién baila!. En 2006, presenta, el especial 10 años de Rocío y el programa especial Rocío Jurado Durante dos años, de septiembre de 2007 a septiembre de 2009, presentó su popular magacín diario en Canal Sur Televisión: La tarde con María. En 2009 en Canal Sur presentó el programa 20 Años de Rocío junto a Inmaculada González.
Entre el 1 de octubre de 2012 y el 11 de febrero de 2013, María del Monte participó en el concurso televisivo Tu cara me suena, imitando semanalmente a otros artistas. Quedó en cuarta posición. A mediados de junio de 2016 se confirmó a la cantante como nueva concursante de la primera edición del talent show culinario de La 1, MasterChef Celebrity España, estrenado el 6 de noviembre ante una audiencia de 3'270.000 espectadores y un 21% de cuota. Desde el 11 de junio de 2016 al 29 de junio de 2019, presentó el programa Yo soy del sur, todos los sábados, de 21:30 a 2:00, en Canal Sur Televisión, con una audiencia (de entre un 14% a un 18%) que casi dobla a la media de la cadena. En principio solo iba a ser un programa previsto para la época estival, pero su éxito de audiencia hizo que se emitiese en temporada alta. En 2017, sacó un videoclip para Sálvame con motivo de las campanadas de fin de año con Belén Esteban, Gema López y Belén Rodríguez, interpretando Cántame.

## Vida personal
El 23 de junio de 2022, durante las festividades de la fiesta del orgullo en Sevilla, María hizo pública su orientación sexual, presentando a su novia —relación de más de 23 años— ante la audiencia del evento. El 23 de octubre del mismo año celebraron la fiesta de su matrimonio civil en el Hotel Querencia de Sevilla, que había tenido lugar el 18 de julio en la capital hispalense.
La intérprete reside en Gines.

## Trayectoria

### Trayectoria en televisión
- Gente joven (1982), en La 1, (Concursante).
- Al compás de la copla (1996), en Antena 3. (Presentadora).
- Esa copla me suena (1998), en La 1. (Presentadora).
- Los debates de Hermida (2000), en Antena 3.
- La canción de mi querer (2000), en La 1. (Presentadora).
- Cántame (2000), en Canal Sur Televisión. (Presentadora).
- Contigo (2000-2002), en Canal Sur Televisión.(Presentadora).
- Shalakabula (2005), en FORTA.
- ¡Mira quién baila! (2005), en La 1, (Concursante).
- El club de Flo (2006), en La Sexta. (Concursante).
- La tarde con María (2007-2009), en Canal Sur Televisión. (Presentadora).
- DEC (2011), en Antena 3, presentadora. (Último programa).
- Tu cara me suena (2012-2013), en Antena 3, Concursante.
- Uno de los nuestros (2013), en La 1, jurado.
- La suerte está echada (2014), en Canal Sur Televisión, jurado.
- Tu cara me suena mini (2014), en Antena 3, concursante.
- Insuperables (2015) en La 1, (Defensora del concursante en la última gala).
- Tu cara me suena (2015 y 2023) en Antena 3, cómo Jurado sustituta.
- Yo soy del sur (2016-2019) en Canal Sur Televisión, (Presentadora).
- MasterChef Celebrity (2016) en La 1, (Concursante).
- Volverte a ver (2018) en Telecinco, (Invitada).
- Mi casa es la tuya (2020) en Telecinco, (Invitada).
- La última cena (2020) en Telecinco, (Concursante).
- Dos parejas y un destino (2021) en La 1, (Presentadora).
- Viva el verano (2021) en Telecinco, (Invitada).
- Campanadas de fin de año 2021 "Las uvas de Andalucía" (2021) en Canal Sur Televisión, (Presentadora).
- Orgullo LGTBIQ+ 2022 (2022) en La 1, (Presentadora).
- Al son de la Navidad (2022) en La 1, (Presentadora).
- Lo de Évole (2023) en La Sexta, (Invitada).
- Feliz 1997
- Noche del Rocío 2011 Artistas: Amigos de Gines, José Antonio Hurtado, Diego Benjumea, Nano de Jerez, Antonio Santiago, Onuba, Pepe el Marismeño, Requiebros, Manuel Orta, Melhaza, Raquel Morey, Manu Sánchez, Carmen Seco, El Mani, Manguara, Macarena Torres, Malandar, Juan Valladares y Pilar Pérez.
- Especial Nochebuena 2016 de Yo soy del sur

- Especial Nochevieja 2016 de Yo soy del sur

- Especial Nochebuena 2017 de Yo soy del sur

- Especial Nochevieja 2017 de Yo soy del sur
- Especial Nochebuena 2018 de Yo soy del sur

- Especial Nochevieja 2018 de Yo soy del sur
- Especial Día de Andalucía 2019 de Yo soy del sur
- La Tarde con María

### Trayectoria en la radio
- Vamos juntos (1993-1994), en Canal Sur Radio.

### Discografía
- 1985: Te amaré como tú: Te amaré como tú, Malena, Quiero ser tu amante, Te doy la espalda, Rosa canela...[5]
- 1988: Cántame Sevillanas: Cántame, Sin ti, Ya lo sabes, El brillo de tus ojos, Le mentí, Agua pasada, Colombiana Rociera, Los verdes pinos, Mi amor no tiene nombre, Tus ojos...
- 1989: Besos de luna: Amigo si lo ves, Así es la vida, Dime que me quieres, La historia terminó...
- 1989: Acompañame: Acompañame, Y la virgen con los dos, Una historia en el camino, Contigo...
- 1991: Al Alba: Te quiero cantar, Loca, Me gusta cantarle, Acaríciame, Quiéreme, Al alba, El hombre que yo más quiero, Cuentan, Amor amante, Tu perdón...
- 1991: Ahora: Necesito un nuevo amor, A que vuelo, Te lo diría, Me sobra el mundo...
- 1992: Con El Alma: Yo me iré con el alba, Esclava, El Amor es un niño, Tu...no puedes, Caminante, Senda prohibida, No me lo puedo creer...
- 1993: Reina de las sevillanas: Reina de las Sevillanas, Desengaño, Vente a Sevilla, Paloma, Noche de palacio, Mi Andalucía, Mi sueño dorado, Desde que te fuiste, Libre como el aire, Siempre soñando...
- 1994: Cartas De Amor: Cuento a Sevilla, Vieja guitarra, No me fue del todo mal, Por el camino, Solo te pido, Dos extraños, Cuando te vi llorar, Volver a empezar, Un vacío en mi vida...
- 1995: He Intentado Imaginar: Sevilla me vuelve loca, Es mi madre, Mares de locura, He vuelto a llorar, Bailame, Mi tierra...
- 1998: Digan lo que digan: Digan lo que digan, Sus ojos me deslumbraron, Soledad de San Lorenzo, Sé que puede ser, Que será de mí, Olvídate de mí, Pastora mía, No lo puedo evitar, Perdóname, Embustero, Te daré, Todo se terminó...
- 1999: De Siempre: Antología de las Sevillanas volumen I: Y se amaron dos caballos, Silencio, Que también es de Sevilla, La historia de una amapola, Perdónala, Yo soy del sur, Pasa la vida, Así es Triana, La flor del romero, Fue tu querer, Solano de las marismas, Cántame...
- 2000: El dolor del amor: Antología de las Sevillanas volumen II: El dolor del amor, Yo siempre fui con Triana, Sevilla eterna, Porque te llamas Rocío, Sobre los cristales, Tú me haces llorar, El desamor, Tiempo detente, Todo termina en la vida, Necesito hablarte, Sueña la Margarita, El adiós...
- 2002: Con otro aire: Cuando llore mi guitarra, No te vayas nunca (Si te vas), Nostalgia, Que nadie sepa mi sufrir, Procuro olvidarte, Háblame del mar marinero, Algo de mí, En un rincón del alma, A ti, Comiénzame a vivir, Y te vas, Si supieras...
- 2003: Cosas de la vida: Antología de las sevillanas Volumen III: Viva mi Andalucía, Sevillanas de colores, El embarque de ganado, Suspiros de mujer, Agua pasada, Campanitas, Carmen de los pinares, Un halcón y una paloma, Sevillanas de Triana, Cosas de la vida, Mi amor no tiene nombre, Una oración rociera...
- 2004: Olé, Olé: Dame otra oportunidad, Amores son como flores, Tirititando, Lo prohibido, La misma Sevilla, Tiene dolores, Rosita Sotomayor, Otra vez, Amores bandoleros, Esa niña, Salve rociera del olé, La falsedad...
- 2005: Un Chaparrón: Un Chaparrón chaparrón, He Vuelto a mi ciudad, Tierra de pastores, Dame tus espinas, Tierra de por medio, Nada es eterno, Que el relente viene frío, Farolita de tu calle, Lo que tú no quieres, La falda de Carolina, Tú mismo lo verás, Peligro...
- 2011: Cómo te echo de menos: Cómo te echo de menos, Hoy solo quisiera ser, Te debo un Rocío, Nos diremos adiós, La calle donde tú vives, Baila conmigo, Te voy a querer por Sevilla, La vara que me guía, No me valen camelos, El perfume, Tú eres mi verdad y Todo quedó en na.
- 2022: Todo vuelve: Tic-Tac, Hasta Llegar a Su Altar, Que No Te Duele, Mucho Antes, Pintao en la Pared, En los Brazos de Sevilla, Ay Vamonos, Vamonos, Háblame de Ti, Así Fue Lo de Nosotros, Acaricié Tu Pelo y Conmigo Te Llevo Yo.
- 2022: Así Canta Nuestra Tierra en Navidad con María del Monte. Volumen XL. Disco de villancicos en colaboración con la Fundación Cajasol y cuyos beneficios van destinados a la Fundación Alalá y todos los proyectos que realiza con jóvenes en riesgo de exclusión social de Sevilla y Jerez de la Frontera. En el disco participan, además de María del Monte, otros artistas como son: Laura Gallego Cabezas, Joana Jiménez, Isabel Fayos, José María Rodríguez Fayos, Ari García, Judit Urbano, Estela la Canastera y Fausto Jiménez. Este álbum contiene 10 villancicos populares y en 4 de ellos María del Monte interviene de manera destacada protagonizando los temas: Ea Ea, Navidad, Cuna Rociera y En un Portalito Oscuro. El resto de villancicos son: Agacha la rama; Alegría, Cantar Pastorcillos; Que Corran las Voces; Si para Veni a Belén, Sirva tu Cuna y Por los montes de Judea. Fruto del mismo, el día 20 de diciembre de 2022 se realizó un gran concierto benéfico en el Teatro de la Maestranza de la ciudad de Sevilla.

## Premios y reconocimientos
- Medalla de Andalucía (28/02/2025).